# Inez
Inez (født Tina Inez Gavilanes Granda den 15. oktober 1977 på Frederiksberg) er en dansk sangerinde som synger latin-inspireret popmusik. Hendes første single "Stronger", fra 2005, lå hele 30 uger på den danske Dancechart. Det var også denne single, der var med til at gøre hende kendt. Den blev i første omgang først sendt ud til de danske dj's, men interessen for nummeret voksede hurtigt og radiostationerne begyndte også at spille nummeret. Inez har indtil videre udgivet seks singler, samt hendes debutalbum Bed & Breakfest, som blev udgivet den 18. juni 2007. Albummet indeholder også hendes tidligere singler.
Inez har desuden skrevet kontrakt med det amerikanske pladeselskab Tommy Boy. I oktober 2007 var sangen "Stronger" placeret som nummer syv på Billboard's liste over de mest spillede sange på de amerikanske diskoteker, Hot Dance Club Songs. Sangen lå sammenlagt 17 uger på hitlisten. "Stronger" har også været populær i Kina, hvor Inez turnerede i 2009.
Inez var fra 2008 til 2010 medlem af pigegruppen Sukkerchok, der sang temaet til realityserien Paradise Hotel i 2009, og senere samme år udgav albummet Hvor som helst - når som helst. Gruppen deltog to gange i Dansk Melodi Grand Prix; i 2009 med "Det' det" og i 2010 med "Kæmper for kærlighed". I 2009 nåede gruppen videre til semifinalen. Den 10. marts 2010 meddelte Inez at hun havde forladt Sukkerchok. I et interview i august 2011 udtalte Inez, "At være tre piger sammen er altid noget lort. Det har jeg oplevet lige siden min barndom [...] Jeg er ikke bleg for at indrømme, at vi er super uvenner." Inez har herefter udgivet pige-serien "den magiske bog" i samarbejde med Anne-Marie Donslund. I 2015 udgav Inez bogen "hej smukke" som handler om naturlig skønhed og produkter man selv kan lave. 
Inez har medvirket i tv-programmerne Zulu Djævleræs (2009), 4-Stjerners Middag (2010), Zulu Kvæg-ræs (2010) og Masterchef (2011).
Inez har en bachelor i jura ved Københavns Universitet.

## Diskografi

### Album
- Bed & Breakfest (2007)

### Singler
- "Stronger" (2005)
- "On the Spot" (2006)
- "Walk Away Tonight" (2007)
- "Mi Aire" (2007)
- "All You Do" (2007)
- "Bad Intentions" (2008)
- "Good" (2008)
- "Chain Me Up" (2011)